# Éromène

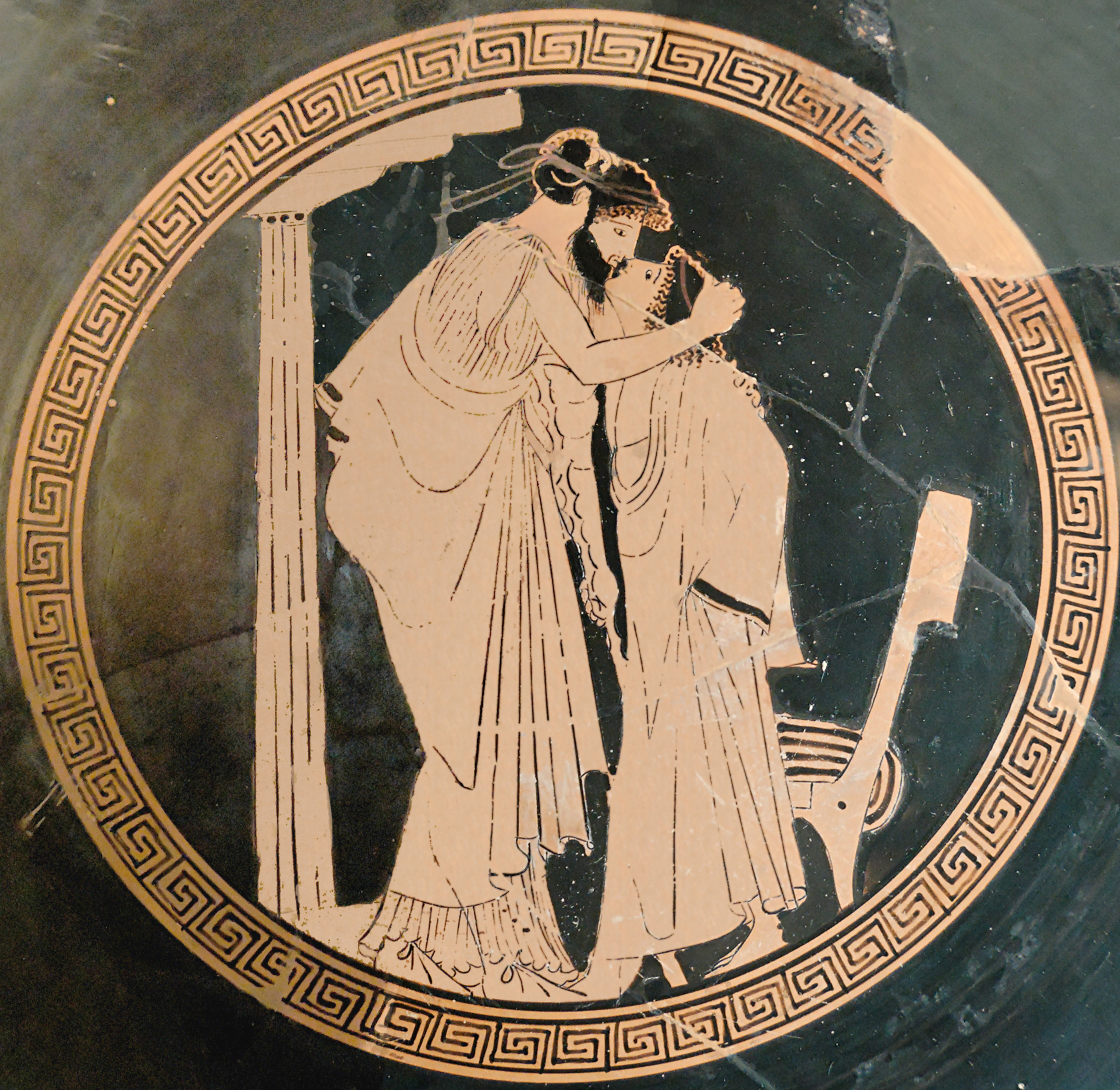
Éraste et éromène, coupe attique à figures rouges,, musée du Louvre.

Dans la Grèce classique, un éromène (du grec ancien ἐρώμενος / erốmenos, participe présent passif du verbe ἐράω / eráô, « aimer ») est un adolescent engagé dans un couple pédérastique avec un homme adulte, appelé « éraste ».
Un jeune garçon était susceptible de devenir éromène à partir du moment où il sortait du quartier des femmes, le gynécée, pour fréquenter la palestre, où il recevait une éducation intellectuelle et physique.
Ce statut social, bien que reconnu et codifié par les sociétés antiques, était cependant le fait d'une certaine aristocratie (ordre équestre le plus souvent — Curètes ou Kourètes) et non pas un usage général.
On considérait que l'apparition de la barbe au menton du jeune homme mettait fin à la possibilité de ce statut social.
Selon Plutarque, Bagoas, un eunuque perse, était l'éromène d'Alexandre le Grand.
Dans la mythologie grecque, Ampélos est un satyre éromène de Dionysos, et le jeune demi-dieu Athis est l'éromène du guerrier Lycabas.